# 月東日西
《月東日西》，又称为《东月西阳》、《夜月东升暮日西沉》，是日本成人遊戲公司AUGUST在2003年9月26日發售的18禁美少女遊戲，平假名簡稱為はにはに。本作最初是發行在Windows平台上，後來先後移植到Dreamcast（簡稱DC）和PlayStation 2（簡稱PS2）上。Alchemist在2004年6月24日發售DC版、2004年10月7日發售PS2版本，去除PC版的情色劇情，並修改部分作畫。DC版有女性角色露出裙底風光的圖片，而PS2版沒有。:28~33:26。亦修改了部分劇情。並曾改編成小說、漫畫、電視動畫、廣播劇等版本。

## 系統
《月東日西》是美少女遊戲的一種，採用视觉小说的方式進行遊戲。在遊戲中，玩家將扮演主角久住直樹，以他的視角和遊戲內的其他角色互動。故事中的劇情發展、角色對話、內心獨白皆會以文字的方式呈現。並搭配背景、人物以及劇情事件的圖片（CG）。遊戲中除了男主角以外，其他角色皆有配音。
在遊戲過程中，男主角會和主要女性角色的其中一位談戀愛，於PC版中、主角會與戀愛對象發生性關係。在劇情關鍵的地方，畫面會出現幾個選擇，玩家的選擇結果將會決定男主角的戀愛對象以及此次遊戲的故事發展。
後來移植到Dreamcast和PlayStation 2平台上的版本則刪去了性愛的劇情，修改了劇情事件的圖片，並新增了一些原本沒有的劇情及角色。並增加了「好感度」的設定。隨著玩家的選擇不同，將會增加特定女性角色的「好感」，累積一定程度則會決定戀愛對象及劇情發展。:99
此遊戲的片头曲《divergent flow》和片尾曲《明日の想い出》都由H/de作词、Hiroki作曲、quad编曲、真優演唱。

## 劇情簡介
本作主角直樹，由於5年前的某起意外，失去父母及所有記憶。由叔父澀垣家憮養長大，並過著一般日本高中生的生活。在升上高中二年級時，轉學生天崎美琴突然從空中掉到自己身上，原本平靜的學生生活亦發生改變。
在劇中的100年後、由於隕石衝擊，全球流行一種名為Marbas的致命性傳染病毒，導致全球人口降至數萬人的程度。未來人為了避難及研究抗體，以時空轉移裝置來到現代避難，並尋求治療之法。該項行動被稱為聖地計畫（Operation Sanctuary），相關人員全部轉至蓮美台學園，以教師或學生的身分一邊融入日常生活、一邊進行計畫。
此作劇情的前半段是高中學生的日常生活，後半段則以聖地計劃的相關內容為主。

## 人物介绍

### 主要角色
久住直樹（配音員：冰河流 / 綠川光）
本作男主角。蓮美台學園二年級。5年前由於未來人測試時空轉移裝置而導致父母失蹤，並被澀垣家收養。由於該起事故，沒有5年前的記憶。有輛名為「世界渦輪號」的自行車。個性有些散漫，學業成績不佳。早上有賴床的習慣，是個遲到慣犯。是天文部的部員，常幫忙園藝部的雜務、並常到料理部試吃東西。
天崎美琴（配音員：草柳順子）
生日:5月15日  星座:金牛座 血型:B型 身高:160cm   三圍:81C/58/81
本作女主角之一。轉學至直樹的班級的歸國子女（自稱），住在蓮美寮（學校宿舍）中。個性開朗迷糊、喜歡杏仁豆腐，被直樹以杏仁豆腐誘騙而加入了天文部。實際上是100年後的未來人之一，父母因Marbas病毒死亡後來到現代。由於時空轉移裝置轉送失敗，某天突然從空中掉到午睡的直樹身上，並將其誤認為是自己失蹤的義弟祐介。在動畫版「美琴篇」的結局再次從未來回到直樹所屬的年代與直樹在一起。
藤枝保奈美（配音員：觀村咲子 / 神田理江）
生日:9月11日  星座:處女座 血型:O型 身高:159cm   三圍:85C/59/86
本作女主角之一。直樹的青梅竹馬及同班同學。個性溫柔、容姿端麗、成績優秀的模範生。是保健委員及料理部的社長，擅長料理和家務，極受男學生歡迎。幾乎每天早上都到澀垣家叫醒愛賴床的直樹，並常照顧他的生活起居。對於5年前邀請直樹一家野餐、而發生在他身上的意外感到愧疚。喜歡白巧克力和「月亮在東、太陽在西」時的天空。在動畫版「保奈美篇」的結局和直樹結婚。
橘千尋（配音員：北都南 / 一美）
生日:2月26日  星座:雙魚座 血型:A型 身高:149cm   三圍:73A/54/74
茉理的同班同學及好友，蓮美台學園一年級。個性害羞內向。是園藝部唯一的部員，喜歡培育植物。住在蓮美寮中。起初不會騎腳踏車，後來在直樹與茉理賠同下學會。實際上是100年後的未來人之一，家人全都死於Marbas病毒，於蓮美台學校溫室種植一種能夠作為Marbas病毒疫苗的藍色鬱金香。在動畫版「美琴篇」的結局中，參與「聖地計畫」幫助仁科恭子萃取醫治Marbas病毒疫苗的藍色鬱金香的種子，並且回去自己所屬的未來幫助更多受到Marbas病毒所苦的未來人們，並與茉理告別，將園藝部所屬的溫室鑰匙交給了茉理管理。
澀垣茉理（配音員：金田真晝 / 梶田夕貴）
生日:7月17日  星座:巨蟹座 血型:B型 身高:155cm   三圍:77B/56/79
直樹的表妹，蓮美台學園一年級生，在5年前與父母一同成為直樹的家人。性格活潑開朗。喜歡少女漫畫。由於憧憬服務生的制服而在學校餐廳幫忙。相當重視與千尋的友情、對保奈美相當憧憬並情同姐妹，常和直樹鬥嘴。
野乃原結（配音員：木村綾香 / 豬口有佳）
生日:1月4日  星座:山羊座 血型:AB型 身高:138cm   三圍:64AA/51/68
直樹的班導、古文老師兼天文部顧問，和恭子是好友。個性認真負責，對於自己的身高矮小、而碰不到黑板上半部或常被誤認為是國中生等事感到困擾。喜歡吃布丁。有一輛名為「小丸子」的金龜車。實際上是100年後的未來人之一，時空轉移裝置的開發者及管理員也有參與「聖地計畫」，由於實驗意外對直樹造成的傷害感到愧疚。在動畫版「美琴篇」的結局中，與恭子一同回去自己所屬的未來幫助更多受到Marbas病毒所苦的未來人們。
仁科恭子（配音員：岩田由貴 / 岩居由希子）
生日:11月15日 星座:天蠍座 血型:A型 身高:167cm   三圍:89D/60/88
學校保健室老師兼園藝部顧問，和結是好友。在保健室放置零食和生活用品，並將其改造成自己的房間。性格豪爽，喜歡喝咖啡及捉弄年輕男生，常叫直樹跑腿或幫忙園藝部的雜事。實際上是100年後的未來人之一，繼承同為病毒專家的父親遺志、負責研究治療病毒的疫苗。在動畫版「美琴篇」的結局中，與結一同回去自己所屬的未來幫助更多受到Marbas病毒所苦的未來人們。
秋山文緒（配音員：大波こなみ / 幡宮かのこ）
生日:3月21日  星座:牡羊座 血型:A型 身高:154cm   三圍:76B/56/76
直樹班上的班長及蓮美寮寮長，弓道部部員。性格認真耿直、因此一直被選為擔任班長一職。雖然有時會帶眼鏡，但沒有近視。受到祖父影響、喜歡歷史小說、時代劇及考古學。起初對吊兒啷噹的直樹有些反感，但在之後漸漸成為朋友。在PC版是配角，在DC版、PS2版和AUGUST Fan Box中是可攻略角色，有專屬劇情。
廣瀨柚香（配音員：未登場 / 飯塚雅弓）
生日:12月26日 星座:山羊座 血型:O型 身高:158cm   三圍:78B/57/79
弘司的妹妹，由於父母工作的關係常常轉學。並轉到蓮美台學園中，和茉理及千尋同班並成為好友。有著戀兄情結（兄控），但是本人極度否定。因為哥哥的緣故加入天文部，也常去園藝部和話劇部幫忙。因為弘司常常談論直樹的事，對他有些好奇。 為DC版新登場角色，僅在DC版及PS2版本有出現。:28~33

### 其他角色
廣瀨弘司（配音員：高橋広樹）
直樹的朋友與同班同學。個性老實、樂於助人，常對做事不正經的直樹提出忠告。擔任天文部部長，對天文學有興趣，對只有三人的天文部感到苦惱，並認真地策畫社團活動。由於雙親在外工作不在家，住在蓮美寮裡面。
澀垣英理（配音員：北都南 / ひと美）
生日:12月2日  星座:射手座 血型:B型 身高:165cm   三圍:87C/59/89
茉理的媽媽。和丈夫在同一家公司上班，因工作繁忙而很晚回家。性格溫柔、和保奈美關係很好，時常一同聊天。
澀垣源三（配音員：上別府仁資（《AUGUST Fan BoxBOX》是鳴海志朗））
茉理的爸爸，在所屬公司擔任中東地區營銷部部長。由於工作繁忙很晚回家，對於家人十分關心。
深遠順一（配音員：片岡大二郎 / 松本保典）
蓮美台學園的數學老師、學生的生活指導老師以及蓮美寮的管理者。因為教學風格嚴厲、個性正直的關係被學生敬畏著。實際上是100年後的未來人之一，負責「聖地計畫」中的防諜、情報管理。
宇佐美玲（配音員： 小鳥田麗子 / 本間ゆかり）
生日:1月4日  星座:山羊座 血型:不明 身高:168cm   三圍:87C/58/87
蓮美台學園的理事長。個性相當冷靜，與結和恭子的關係相當好。平時都待在理事長室，很少出現在學生的面前。實際上是100年後的未來人之一，「聖地計畫」的總負責人。
天崎祐介（配音員：氷河流 / 緑川光）
美琴失蹤的義弟，和直樹長的一模一樣。實際上是5年前由於時空轉移裝置的實驗意外，從直樹身上分裂出去的個體，並被傳送到100年後的未來，被天崎家收養，與直樹一樣沒有過去的記憶。由於感染病毒而自願來到現代並參與「聖地計畫」，並在學校地下病房接受治療，由於病毒的緣故，常溜出病房並瘋狂破壞校園設施。和直樹近距離接觸的時候，兩人都會突然感到頭痛。在「保奈美篇」的結局中，與直樹再度融合並消失。「美琴篇」則是與直樹相安無事，並且恢復健康回去自己的未來幫助更多受到Marbas病毒所苦的未來人們。

## 關聯商品
此作品的關連商品除了動畫光碟以外，皆無中文代理。

### Fandisc
2004年8月27日，AUGUST公司發售名為《AUGUST FAN BOX》的Fandisc，該作為該公司的最初三部作品《Binary Pot》、《Princess Holiday》、《月東日西》的總集篇。此作補充了這三款遊戲的劇情。。，並收錄了劇情及人物設定。亦收錄以此三作人物設計的麻將遊戲。

### 小說
同名的小說《月は東に日は西に》有兩種版本。第一種為HARVEST出版，作者是岡田留奈，作畫者為べっかんこう的小說有三本，上集主要為茉理和美琴的故事，2004年3月25日發售、下集主要為千尋和保奈美的故事，2004年4月25日發售、番外篇主要為橘和恭子的故事，2004年5月25日發售。三本都是十八禁，為遊戲劇情改編小說。另一種為學習研究社メガミ文庫出版，作者是叶希一與岡田留奈，作畫者為べっかんこう。此作是《Megami MAGAZINE》的小說、全一冊，是以動畫版為基礎改編，為各個女主角的短篇故事。於2004年12月21日發售，為全年齡向。

### 漫畫
同名的漫畫《月は東に日は西に》，出版社為MediaWorks，作畫者為武田みか。此作曾在日本雜誌《電撃G's magazine》2004年7月號（5月29號）～12月號(12月1號)，每月皆由雜誌附送小冊子的形式連載。劇情則是以描述直樹與周遭女孩子交流的校園故事、全年齡向。單行本（ISBN 4-8402-2976-7）於2005年1月27日發售、全一冊。另外，enterbrain出版的《月は東に日は西にアンソロジーコミック》，作畫者不只一人。為描述故事人物日常生活的短篇集、全年齡向。單行本於2004年1月29日發售、全一冊。

### 設定集
本作相關的設定集有四本，enterbrain出版的《TECH GIANプレリュード「月は東に日は西に」》於2003年9月21日發售，是比遊戲更早上市的角色設定集。SB Creative Corp出版的《月は東に日は西に〜Operation Sanctuary〜ビジュアルファンブック》於2004年3月30日發售，是PC版的設定集。MediaWorks出版的《月は東に日は西に〜Operation Sanctuary〜コンプリートガイド》，於2004年11月30日發售，是DC版和PS2版的設定集。另外，同樣由enterbrain出版的《ALL OVER the AUGUST》是《Binary Pot》、《Princess Holiday》、《月東日西》的設定集，於2004年8月27日發售。

### 音樂CD
本作的音樂CD《月は東に日は西に オリジナルサウンドトラック》收錄遊戲的主題歌、背景音樂，於2004年1月23日發售。動畫相關的音樂CD有兩種，《amulet》收錄由飯塚雅弓演唱的動畫版片頭曲，於2004年8月25日發售。《TVアニメーション「月は東に日は西に〜Operation Sanctuary〜」サウンドトラック&ミニドラマ》收錄動畫版的主題歌、背景音樂，於2004年10月22日發售。

### 廣播劇CD
本作的廣播劇CD，有Frontier Works公司發售的《TVアニメーション版 月は東に日は西に》，收錄沒被電視動畫撥出的小故事、全3巻。Marine ENTERTAINMENT公司發售。的《月は東に日は西に〜groovin' white vacation〜》收錄直樹一群人到雪山的故事，全2巻。
另外，日本音泉網路電台於2004年11月12日~2006年4月14日的每週五發表名為《はにはにラジオ》的廣播劇，是以《月東日西》世界觀進行的故事。主持人為遊戲角色野乃原結（配音員：木村綾香）和仁科恭子（配音員：岩田由貴），每週訪問《月東日西》中的每一個角色。全部共36回，在電台播放完後曾發售CD版本。  

### 電視動畫
根據遊戲原作改編的普遍級動畫，於日本2004年6月30日上映。DVD版於同年10月22日至12月12日發售（全4巻），台灣方面由木棉花代理。日本電視僅播出前12話+特別篇一話，第13話~第16話僅收錄在DVD中。
本作有2個結局，前12話是女主角為保奈美的「保奈美篇」，前8話+第13~16話則是女主角為美琴的「美琴篇」。特別篇則是將前12話「保奈美篇」的劇情回顧、重點整理以及角色介紹。
片頭曲「amulet」由a.k.a.dRESS（ave;new）負責作詞、作曲和編曲，並由飯塚雅弓演唱。

#### 各集列表
| 話数                       | 日文標題 | 中文標題                   | 脚本       | 分镜       | 演出              | 作画監督                                |
| -------------------------- | -------- | -------------------------- | ---------- | ---------- | ----------------- | --------------------------------------- |
| 第一話                     |          | 從天而降的少女             | 金子ツトム | 陣野翔成   | 陣野翔成          | 中原竜太 近藤源一郎 渡邊由香里 中野典克 |
| 第二話                     |          | 快樂學園生活的預感         | 佐藤和治   | 陣野翔成   | 中山敦史          | 石井久志                                |
| 第三話                     |          | 令人緊張的體檢             | 金子ツトム | しまづ聡行 | 榎本守            | 土橋昭人 水川弘理                       |
| 第四話                     |          | 衝吧！小丸子               | 佐藤和治   | しまづ聡行 | 阿部雅司          | NAO                                     |
| 第五話                     |          | 生日快樂                   | 金子ツトム | 木村隆一   | 石倉賢一          | 本橋秀之                                |
| 第六話                     |          | 愛戀的腳踏車               | 陣野翔成   | 木村隆一   | 中山敦史          | 中原竜太 近藤源一郎                     |
| 第七話                     |          | 哥哥與妹妹                 | 金子ツトム | 加藤洋人   | 加藤洋人          | 紅組                                    |
| 第八話                     |          | 各有所思之夜               | 佐藤和治   | 加藤洋人   | 加藤洋人          | 紅組                                    |
| 第九話                     |          | 夏日祭典                   | 佐藤和治   | しまづ聡行 | 新田義方          | 村上勉                                  |
| 第十話                     |          | 另一個自己                 | 佐藤和治   | しまづ聡行 | 新田義方          | 豊増隆寛                                |
| 第十一話                   |          | 穿越時空                   | 佐藤和治   | 後藤象一郎 | 中山敦史          | 渡邊由香里                              |
| 第十二話                   |          | 月東日西                   | 佐藤和治   | 後藤象一郎 | 中山敦史          | 中原竜太 高橋成世 近藤源一郎 中野典克   |
| 特別篇                     |          | 東奔西走校園生活（特別篇） | -          | -          | -                 | -                                       |
| Another Story（僅DVD收錄） |          |                            |            |            |                   |                                         |
| 第十三話                   |          | 孤獨                       | 金子ツトム | 髙田淳     | 岡崎幸男          | 夘野一郎                                |
| 第十四話                   |          | 夢境與現實                 | 金子ツトム | 髙田淳     | 榎本守            | 土橋昭人 森田実                         |
| 第十五話                   |          | 記憶                       | 金子ツトム | 後藤象一郎 | 園田雅裕          | 渡邊由香里 坂本千代子                   |
| 第十六話                   |          | 作戰聖地                   | 金子ツトム | 後藤象一郎 | 陣野翔成 中山敦史 | 菊池勝也 渡邊由香里 坂本千代子 中野典克 |

#### 播放電視台
日本深夜動畫：下文記載的日本国内播放時間使用日本標準時間（UTC+9）表示。因為部分時間标识會採用30小时制，因此請留意这类超过24:00的时间，其實際播放時間為翌日清晨。
| 播放地區 | 撥放電視台     | 所屬聯播網              | 播映期間                 | 播映時間                          |
| -------- | -------------- | ----------------------- | ------------------------ | --------------------------------- |
| 日本全域 | AT-X           | CS放送                  | 2004年6月30日 - 9月22日  | 星期三 11:30 - 12:00 （初回播放） |
| 京都府   | KBS京都        | 独立UHF局               | 2004年7月5日 - 9月27日   | 星期一 25:25 - 25:55              |
| 神奈川縣 | 神奈川電視台   | 独立UHF局               | 2004年7月6日 - 9月28日   | 星期二 25:05 - 25:35              |
| 日本全域 | BS朝日         | 全日本新聞網 BS數字播放 | 2004年7月12日 - 10月4日  | 星期一 26:00 - 26:30              |
| 東京都   | 東京都會電視台 | 独立UHF局               | 2004年7月15日 - 10月7日  | 星期四 25:00 - 25:30              |
| 新潟縣   | 信越放送       | TBS系                   | 2004年7月16日 - 10月8日  | 星期五 26:00 - 26:30              |
| 奈良縣   | 奈良電視台     | 独立UHF局               | 2004年7月22日 - 10月14日 | 星期四 24:24 - 24:54              |
| 熊本県   | 熊本放送       | TBS系                   | 2004年7月26日 - 10月18日 | 星期一 26:45 - 27:15              |
| 群馬縣   | 群馬電視台     | 独立UHF局               | 2004年10月1日 - 12月24日 | 星期五 25:45 - 26:15              |

## 評價
《月東日西》在日本美少女游戏与动画相关商品销售网站Getchu.com的2003年全年销量榜上排名第4名。
《AUGUST Fan Box》在Getchu.com的2004年全年销量榜上排名第4名。同年的8月銷售量是第1名、9月則是第17名。
在2007年10月，《電擊G's magazine》舉辦了日本前五十名最佳美少女遊戲排名的票選活動，《月東日西》在入圍的249款遊戲中獲得8票而成為第27名。
日語電子遊戲雜誌《Fami通》給予《月東日西》的Dreamcast版26分（滿分40分），具體評價為「王道的學園作品，登場的女性角色和優柔寡斷的男主角都是很正統的。有大量的選項、洗鍊的台詞以及良好的節奏，玩家能理解並正確地選擇女性角色所喜好的台詞。但是文本稍嫌多了點，尤其是故事後半段」。

## 註解
1. ↑  日本江戶時代有一位名為與謝蕪村的俳人，在他的作品中有一句「菜の花や月は東に日は西に」。
2. ↑  例如新增PC版沒有的廣瀨柚香、原本僅是配角的秋山文緒則升格為可攻略女角。
3. ↑  與所羅門七十二柱魔神中的瑪巴斯同名。
4. ↑  即黃昏時節
5. ↑  例如補完保奈美線中，直樹向保奈美求婚的劇情。
6. ↑  雖然日文網站標註為9'~12'，但此處以木棉花的標註為主。

## 外部連結
- PC版遊戲官方網站 (18禁) （页面存档备份，存于）（日語）
- DC版遊戲官方網站（日語）
- PS2遊戲官方網站（日語）
- 動畫官方網站 (Wayback Machine)（日語）
- 臺灣動畫官方網站（中文）
- はにはにラジオ官方網站 (Wayback Machine) （日語）